# Gary Condit
Pour les articles homonymes, voir Condit.
Gary Adrian Condit, né le 21 avril 1948 à Salina (Oklahoma), est un homme politique américain, membre du Parti démocrate, ancien représentant fédéral pour la Californie. Il commence sa carrière politique à l'Assemblée de l'État de Californie en y entrant en 1982 ; il est élu à la Chambre des représentants des États-Unis en 1988. Il représente le 15e district congressionnel du Golden State entre 1989 et 1993 puis le 18e de 1993 à 2003.
Il est connu de l'opinion publique pour avoir été accusé en 2001 d'avoir eu des relations sexuelles avec une stagiaire de 24 ans, Chandra Levy, de l'avoir étranglée et fait disparaître son corps. Le cadavre de la jeune femme a été retrouvé en mai 2002, dans le Rock Creek Park à Washington (district de Columbia),. Il a cependant été blanchi par la justice américaine[réf. nécessaire].